# XFL (2001)
La XFL fue una liga profesional estadounidense de fútbol americano organizada por la WWE y la NBC. El campeonato celebró su primera temporada en 2001 para luego disolverse al final de la temporada y regresar para una nueva competición en febrero de 2020.
La liga quiso diferenciarse de la NFL con un aspecto más agresivo a través de menos penalizaciones, elementos propios de la lucha libre profesional (como las historias y rivalidades) y una novedosa realización para televisión, incluyendo cámaras a pie de campo y micrófonos. Sin embargo, los malos resultados de audiencia propiciaron su desaparición.

## Nombre
Al contrario de lo que se puede pensar, la «X» de la XFL no hace referencia directa a la palabra «extremo». Los organizadores querían bautizar este torneo como Xtreme Football League pero la marca ya estaba registrada por otra organización, así que se adoptaron tres letras que a efectos legales no significaban nada. McMahon llegó a mencionar en una entrevista que «si bien la NFL es una liga aburrida (no fun league), la XFL será recordada como una liga extra divertida (extra fun league)».

## Historia

### Creación de la XFL

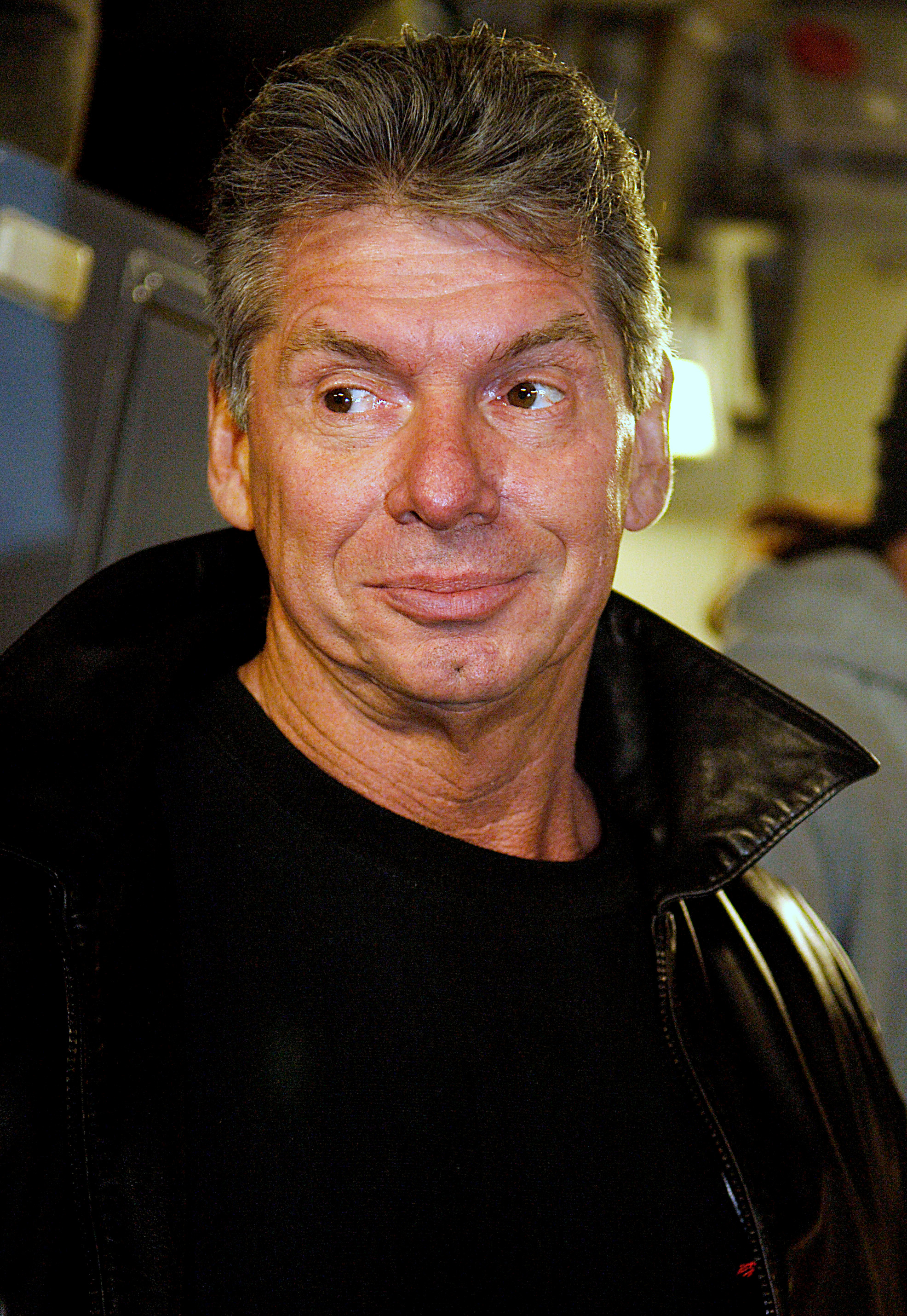
Vince McMahon, director de la WWF y responsable de la XFL.

La XFL original surgió en 1999 como una liga profesional de fútbol americano creada al 50% entre la NBC y la empresa de lucha libre WWF, según una idea de Vince McMahon (dirigente de la WWF) y Dick Ebersol (responsable de NBC Sports). Ambos ya habían colaborado en Saturday Night's Main Event y estaban interesados en crear un campeonato con conceptos distintos a la National Football League (NFL): mientras la NBC venía de perder los derechos de emisión de la Conferencia Americana, McMahon había intentado comprar la liga de fútbol canadiense (CFL). El coste total de la operación fue de 100 millones de dólares.
El nuevo torneo fue presentado el 3 de febrero de 2000 y pretendía combinar los conceptos básicos de la NFL con un estilo de juego más agresivo y las líneas argumentales utilizadas en la WWF, por aquel entonces inmersa en la etapa The Attitude Era. Todas las campañas publicitarias pretendían atraer al público con un «fútbol real» más agresivo, de normas simplificadas y sin penalizaciones, y en animadoras con poca ropa. Había un componente de telerrealidad con micrófonos y cámaras a pie de campo; los jugadores podían usar apodos en los dorsales para expresar su personalidad, e incluso los presentadores participaban de las tramas. Para que el calendario no coincidiera con el de la NFL, se había programado el inicio de temporada una semana después del Super Bowl XXXV.
Respecto a los participantes, la XFL gestionaba todas las franquicias como una única empresa de su propiedad. Se establecieron ocho equipos: cuatro en las áreas metropolitanas más importantes de Estados Unidos (Nueva York, Chicago, Los Ángeles y San Francisco) y otros cuatro en ciudades que habían tenido representación en ligas menores (Birmingham, Las Vegas, Memphis y Orlando), todos ellos con nombres vinculados a sinónimos de violencia. La temporada regular estaba compuesta por dos conferencias (Este y Oeste) y diez jornadas sin descansos, así que los dos primeros de cada grupo pasaban a las eliminatorias por el campeonato nacional. Por último, la retransmisión por televisión corría a cargo de NBC, UPN y TNN.
El draft se realizó en octubre de 2000 con la elección de 475 futbolistas sobre una base de 1600 aspirantes. La mayoría provenían de ligas menores como la CFL, la Arena Football League, la NFL Europa o incluso eran agentes libres. Cada plantilla estaba formada por 38 jugadores, a diferencia de los 53 con los que se cuenta en la NFL. Y en ningún momento hubo ofertas de la XFL hacia jugadores consolidados, en parte por el establecimiento de un baremo salarial con bonificaciones que no era atractivo para los profesionales ya consolidados. Los nuevos planteles estuvieron entrenando en Las Vegas durante un mes antes del lanzamiento. 

### Desarrollo de la temporada (2001)

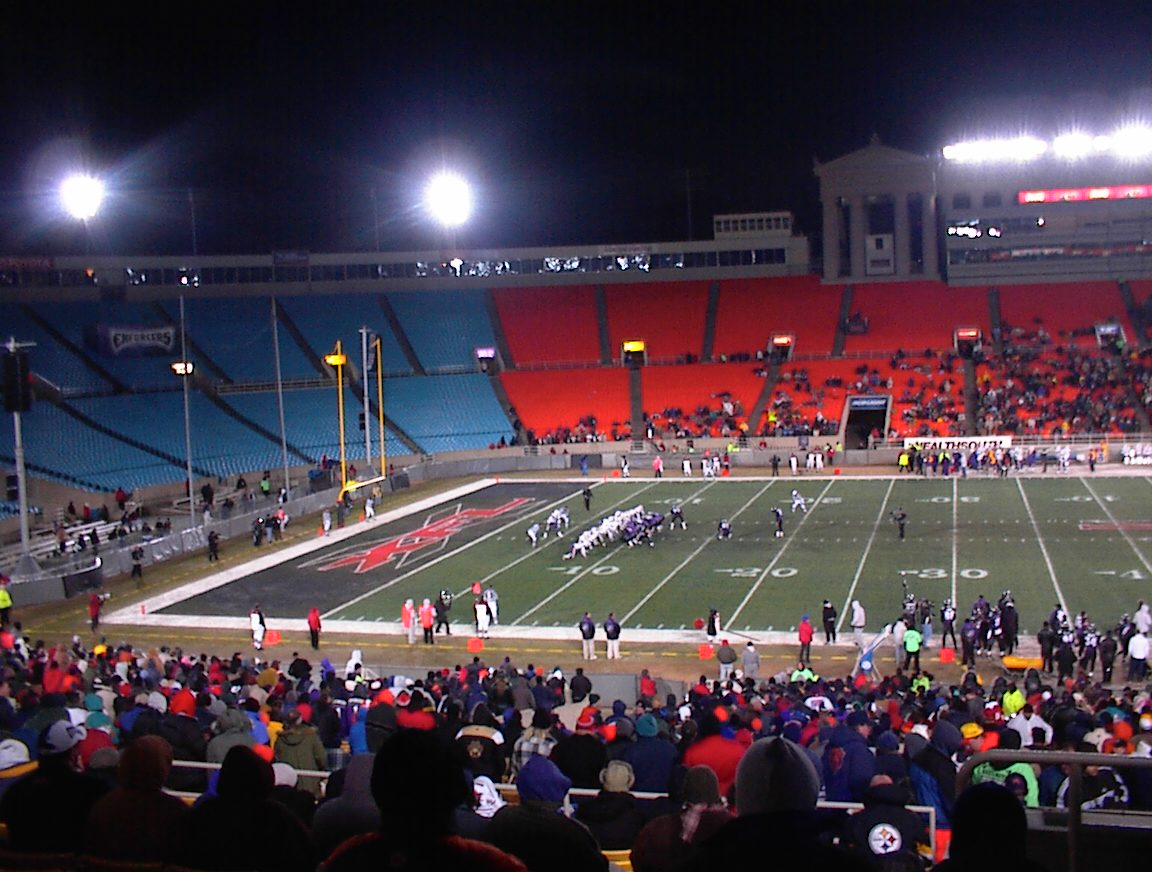
Partido de la XFL en el Soldier Field de Chicago (2001).

El primer partido de la XFL tuvo lugar el sábado 3 de febrero de 2001 en el estadio Sam Boyd de Las Vegas (Nevada) entre Las Vegas Outlaws y New York/New Jersey Hitmen. Para presentar el nuevo torneo se recurrieron a las estrellas de la WWF, entre ellas el propio Vince McMahon, el luchador Dwayne «The Rock» Johnson, y Jesse Ventura. El otro atractivo era la realización: la XFL fue una de las primeras ligas en utilizar cámaras aéreas (skycam) entre otras novedades implementadas por NBC Sports y la WWF. El estreno fue un éxito de audiencia con 9,5 puntos de share (54 millones de espectadores), frente a los 84 millones del último Superbowl.
Pese a la buena acogida inicial, los índices de audiencia cayeron a la mitad en la segunda jornada y se desplomaron en la tercera. Al final de la temporada regular la NBC obtuvo 1,5 puntos de share, siendo incluso superada por el torneo de baloncesto de la NCAA. El aspecto más criticado era el bajo nivel deportivo de los jugadores en comparación a la NFL, pero también se apuntaron otros detalles como el alto porcentaje de lesionados, el mal encaje de las rivalidades de lucha libre en el fútbol americano y la falta de independencia respecto a la WWE, de modo que nunca fue tomada en serio ni por los aficionados al fútbol americano ni por los medios de comunicación. Además, cualquier problema técnico o prórroga era perjudicial para NBC porque condicionaba la emisión de Saturday Night Live, su espacio estrella. Para solucionarlo se dio más protagonismo a las figuras de la WWE y a las animadoras, sin que ello atrajese al público perdido.
Los clasificados para el playoff por el título fueron Orlando Rage y Chicago Enforcers en la conferencia Oeste, y Los Angeles Xtreme y San Francisco Demons en la conferencia Este. Aquellos dos últimos equipos llegarían hasta la gran final, conocida como «partido del millón de dólares», que tuvo lugar el 21 de abril de 2001 en el Los Angeles Memorial Coliseum. San Francisco venció por 38:6, con poco más de 24 000 espectadores en el estadio y una cuota de pantalla en televisión de 2,1 puntos.

### Desaparición
Tanto la WWF como la NBC habían perdido más de 35 millones de dólares y solo habían recuperado el 30% de la inversión inicial, pues la mayoría de patrocinadores se habían retirado a mitad de torneo. Nada más celebrarse la gran final, la NBC anunció que no emitiría la próxima temporada de la XFL por los bajos datos de audiencia. Y a pesar de que Vince McMahon intentó continuarla a través de UPN, nunca llegó a un acuerdo con la cadena de televisión. La XFL desapareció oficialmente el 10 de mayo de 2001, y McMahon se quedó con todos los derechos sobre la marca.
Diecisiete años después de su desaparición, en enero de 2018 se confirmó que McMahon planeaba refundar la XFL con una temporada de ocho equipos prevista para 2020. Sin embargo, la pandemia de COVID-19 frustró el proyecto después de jugarse cinco jornadas; en abril de 2020 se confirmó el cese de operaciones de la nueva empresa y el despido de todos sus trabajadores.

## Reglamento

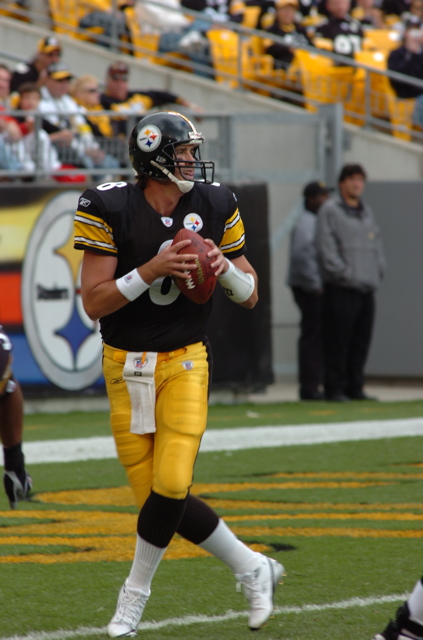
Tommy Maddox, jugador más valioso de la XFL, llegaría a fichar por los Pittsburgh Steelers de la NFL.

La XFL seguía el reglamento estándar de fútbol americano: once jugadores en el campo por equipo, cuatro cuartos de 15 minutos con tres tiempos muertos, y hasta cuatro oportunidades (down) para culminar una jugada. Sin embargo, la organización prometió desde el principio un producto distinto, simplificado y más agresivo que la NFL, por lo que se era más permisivo con las penalizaciones. Algunas diferencias eran las siguientes:
1. Sólo se podía jugar en campos de césped natural; la XFL no permitía el uso de césped artificial.
2. El reloj de juego era de 35 segundos, cinco menos que en la NFL.
3. En vez de sortear el saque a cara o cruz, el árbitro posaba el balón en el césped y un jugador de cada equipo corría a atraparlo para ganar la recepción (opening scramble).
4. El touchback no estaba permitido.
5. No había fair catch: la defensa podía placar al receptor (en saques y patadas de despeje) sin dejarle tiempo de reacción. En la NFL se castiga con una penalización de 15 yardas.
6. El punto extra después de un touchdown solamente podía obtenerse en jugada de conversión.
7. Se permitía que un solo jugador de ataque pudiera superar la línea de scrimmage antes del snap. En la NFL se castiga con una penalización de 5 yardas.
8. Restricciones a la patada de despeje como técnica defensiva.

Varios aspectos del reglamento tuvieron que ser modificados en el transcurso de la temporada, entre ellos las normas sobre bump and run («golpe y carrera»). En las tres primeras jornadas los defensas tenían libertad para detener a los wide receivers antes de que el quarterback lanzase el balón, pero a partir de la cuarta jornada se impusieron restricciones. La norma de opening scramble fue también muy criticada por las lesiones que provocaba: ya en la fecha inaugural, el defensor Hassan Shamsid-Deen sufrió una dislocación de hombro durante un opening scramble que le dejó fuera el resto de la competición.
Dentro del interés de la XFL por crear historias y rivalidades inspiradas en la lucha libre profesional, los futbolistas tenían libertad para usar el nombre de dorsal que expresase mejor su personalidad. El ejemplo de mayor éxito es el del running back Rod Smart, quien rotuló su camiseta con la frase He Hate Me («él me odia»). Otros jugadores que siguieron su ejemplo fueron Jamal Duff (Deathblow) y Haven Field (Baby Boy).

### Límite salarial
Los salarios de la XFL se pagaban cada semana y estaban estandarizados. Los quarterbacks tenían un sueldo base asignado de $5000, los kickers cobraban $3500, y el resto de posiciones se llevaban $4500. Además cada jugador recibía bonificaciones por victoria: $2500 en temporada regular, $7500 en eliminación directa, y $1000000 a repartir entre todos si se ganaba el campeonato. Los futbolistas no gozaban de beneficios laborales y tenían que costearse su propio seguro médico.
Cada plantilla de la XFL estaba formada por hasta 38 jugadores, cifra similar al fútbol canadiense pero muy baja en comparación con los planteles de la NFL (más de 50 jugadores) y del fútbol universitario (más de 80). Los equipos solían contar con solo dos quarterbacks, y el kicker hacía funciones tanto de saque como de patada de despeje.

## Equipos

Mapa de equipos de la XFL segú su conferencia.

| Conferencia | Equipo                  | Ciudad                         | Estadio               |
| ----------- | ----------------------- | ------------------------------ | --------------------- |
| Este        | Birmingham Thunderbolts | Birmingham (Alabama)           | Legion Field          |
| Este        | Chicago Enforcers       | Chicago (Illinois)             | Soldier Field         |
| Este        | N.Y./N.J. Hitmen        | East Rutherford (Nueva Jersey) | Giants Stadium        |
| Este        | Orlando Rage            | Orlando (Florida)              | Florida Citrus Bowl   |
| Oeste       | Las Vegas Outlaws       | Las Vegas (Nevada)             | Sam Boyd Stadium      |
| Oeste       | Los Angeles Xtreme      | Los Ángeles (California)       | Memorial Coliseum     |
| Oeste       | Memphis Maniax          | Memphis (Tennessee)            | Liberty Bowl Memorial |
| Oeste       | San Francisco Demons    | San Francisco (California)     | Pacific Bell Park     |

## Filmografía
- Ebersol, Charlie; «ESPN 30 for 30: This Was the XFL» en espn.com